# Crossmaglen Rangers GAC
Le Crossmaglen Rangers Gaelic Athletic Club (en irlandais: Raonaithe na Crois) est un club de football gaélique et de camogie situé à Crossmaglen dans le Comté d'Armagh en Ulster. Le club fut fondé en 1887 sous le nom de Crossmaglen Red Hands. 
Le club dispute ses matchs au St Oliver Plunkett Park, inauguré en 1959. En 1971 l'armée britannique prit possession du terrain, l'utilisant notamment comme base pour ses hélicoptères, et ce en dépit de l'opposition du club et du gouvernement irlandais. Une controverse verra le jour par la suite concernant la conduite de l'armée vis-à-vis des installations.
Les Rangers ont emporté le All-Ireland Senior Club Football Championship en six occasions. Il a également remporté le titre de champion d'Ulster des clubs à dix reprises et fut 40 fois champion d'Armagh.
Oisín McConville, joueur mythique du club se retire définitivement à 37 ans, le 16 février 2013 à la suite de la demi-finale perdue contre St Brigids en All-Ireland des Clubs.

## Histoire
Crossmaglen est la plus grande ville de la paroisse d'Upper Creggan couvrant une zone s'étendant du sud Armagh au nord du comté de Louth. Cette paroisse a toujours été un bastion très vivant de la GAA.
Le Crossmaglen GAA club fut fondé le 1er octobre 1887 sous le nom de Crossmaglen Red Hands et remporta son premier titre du comté d'Armagh en 1906 (face à Shane O'Neill's). 
À la suite de nombreuses dissensions internes, le club des Red Hands périclite, une nouvelle entité nommé Creggan Rovers, lui succède et décroche le titre de champion d'Armagh en 1908.
Le nom de Rangers ainsi que les couleurs noir et orange furent adoptées lors d'une réunion tenue au pub Owen Traynors à Crossmaglen en 1909. Les Rangers ne tardent pas à gagner de nouveaux titres, ils sont champions du comté en 1911, 1912, 1913 et 1916, et connaissent une période d'invincibilité de plus de quarante matchs durant cette période.
En 1918, les troubles qui touchent le pays n'épargnent pas la GAA et le district du sud d'Armagh, les divisions internes mènent à la fondation de deux clubs séparés, le Crossmaglen Plunkett (soutenu par les républicains) et le Dillon Clonalig (soutenu par les partisans de John Redmond).
Le championnat ne fut pas disputé entre 1919 et 1922, période de la guerre d'indépendance irlandaise.
Lorsque les compétitions reprirent à nouveau, les rangers réussirent la performance de remporter cinq fois consécutivement le championnat d'Armagh (entre 1923 et 1927), une performance de nouveau reproduite dans le courant des années 2000, toujours par les Crossmaglen Rangers.
En 1929, le club connait un drame, l'un de ses joueurs, Jamesy Kernan (oncle de Joe Kernan, et actuel manager des rangers), décède à l'hôpital à la suite d'une violente bagarre avec Jim Smith, joueur de l'équipe adverse de Cavan garda lors d'une demi-finale du championnat des clubs d'Ulster, Smith fut inculpé pour le meurtre mais l'affaire classée sans suites.
Si durant les années 1930, le club gagnera 3 titres supplémentaires (1933, 1936 et 1937), les deux décennies suivantes seront bien moins fructueuses, avec un seul titre de champion d'Armagh en 1947.
Les années 1960 marquent le renouveau des rangers, avec cinq titres (1960, 1962, 1965, 1966 et 1967), un renouveau confirmé durant les années 1970 et 80 (1970, 1975, 1977, 1983 et 1986)
Dix ans s'écoulent ensuite avant que la jeune équipe d'Armagh emmenée par Joe Kernan ne remporte à nouveau le titre en 1996, dominant nettement l'équipe de Clan na nGael 3-12 (21) à 1-4 (7).
La période qui suit fera des Crossmaglen Rangers l'un des clubs les plus titrés et les plus dominant du pays, ne laissant échapper qu'un seul titre en Armagh (en 2009), gagnant dix fois le championnat d'Ulster des clubs (1996, 1998, 1999, 2004, 2006, 2007, 2008, 2010, 2011 et 2012), et remportant surtout à six reprises le titre suprême, le  All-Ireland des Clubs en 1997, 1999, 2000, 2007, 2011 et 2012.
Le 19 octobre 2008, le club remporte son 13e titre d'affilée en Armagh en dominant Pearse Óg en finale, réussissant un exploit unique au niveau national. Cette série d'invincibilité s'interrompt en 2009 avec une défaite contre Pearse Óg (futur champion d'Armagh) en quart de finale.
En 2010, l'équipe est largement renouvelée et conquiert à nouveau le titre dans le comté, puis le titre en Ulster  avant de triompher en All-Ireland en 2011 (contre St. Brigids GAA (Roscommon)) (2-11 à 1-11).
En 2012, ils conservent leur titre national en battant le club de Garrycastle (Westmeath) après une finale rejouée (2-19/1-07).
Le 16 février 2013, Crossmaglen s'incline devant St. Brigids GAA (Roscommon) en demi-finale du All-Ireland. La légende du club et du comté, Oisín McConville, annonce sa retraite après la rencontre.
Cette défaite provoque également le départ des deux entraineurs Tony McEntee et Gareth O'Neill, et le retour aux affaires du légendaire manager Joe Kernan.

## St. Oliver Plunkett Park
Le St.Oliver Plunkett Park (Irish: Páirc Oilobheir Pluinceid), fut officiellement inauguré le 19 avril 1959. Armagh GAA y disputa ses matchs de compétitions inter-comté avant de prendre ses quartiers à lAthletic grounds d'Armagh.
En 1971, durant les premières années des troubles touchant l'Irlande du Nord, une partie des terrains du St Oliver Plunkett Park fut réquisitionnée par les troupes britanniques pour y établir une base militaire, et ce en dépit des protestations du club et du ministère irlandais des affaires étrangères. Il en résulta une déstruction partielle des terrains et d'une grande partie des locaux des Crossmaglen Rangers.
Après la fin des conflits en 1998, le club entreprit un vaste programme de rénovations. Ces dernières années, le club a acquis des terrains supplémentaires en vue de développer les installations sportives et les bureaux.

## Palmarès
Senior
- All-Ireland Senior Club Football Championship (6):

1997, 1999, 2000, 2007, 2011, 2012
- Ulster Senior Club Football Championship (10):

1996, 1998, 1999, 2004, 2006, 2007, 2008, 2010, 2011, 2012
- Armagh Senior Football Championship (40):

1906, 1908, 1911, 1912, 1913, 1923, 1924, 1925, 1926, 1927, 1933, 1936, 1937, 1947, 1960, 1962, 1965, 1966, 1967, 1970, 1975, 1977, 1983, 1986, 1996, 1997, 1998, 1999, 2000, 2001, 2002, 2003, 2004, 2005, 2006, 2007, 2008, 2010, 2011, 2012.

### Effectif actuel
| N°  | Nom               | Poste                   | Date de naissance |
| 1   | Paul Hearty       | Gardien de but          |                   |
| 2   | Paul McKeown      | Arrière droit           |                   |
| 3   | Stephen Finnegan  | Arrière central         |                   |
| 4   | James Morgan      | Arrière gauche          |                   |
| 5   | Aaron Kernan      | Demi-défensif droit     |                   |
| 6   | Danny O'Callaghan | Demi-défensif central   |                   |
| 7   | Johnny Hanratty   | Demi-défensif gauche    |                   |
| 8   | Tony Kernan       | Milieu                  |                   |
| 9   | Aaron Cunningham  | Milieu                  |                   |
| 10  | David McKenna     | milieu offensif droit   |                   |
| 11  | Stephen Kernan    | Milieu offensif central |                   |
| 12  | Martin Aherne     | Milieu offensif gauche  |                   |
| 13  | Jamie Clarke      | Ailier droit            |                   |
| 14  | Tony Kernan       | Avant-centre            |                   |
| rem | Kyle Carragher    | Avant-centre            |                   |
| rem | Paul Hughes       | arrière droit           |                   |
| rem | Kyle Brennan      | Ailier gauche           |                   |
| rem | Paul Kernan       | Milieu                  |                   |
| rem | Mel Boyce         | Demi-défensif central   |                   |
| rem | Callum Cumiskey   | Milieu                  |                   |

### Staff technique
- Joe Kernan, (Bainisteoir) Manager-entraineur [5].

## Joueurs marquants
- Oisín McConville, vainqueur de 2 All Stars, il est le meilleur scoreur de l'histoire du championnat des clubs d'Ulster ; il détient le record national du nombre de matchs d'affilée disputés en championnat de clubs (103)
- Paul Hearty, actuel joueur inter-comté avec Armagh
- Joe Kernan, vainqueur de 2 All Stars, manager d'Armagh et de l'équipe d'Ulster en Railway Cup
- Aaron Kernan, joueur en inter-comté avec Armagh
- Jamie Clarke, joueur en inter-comté avec Armagh
- Paul Kernan, joueur en inter-comté avec Armagh
- Stephen Kernan, joueur en inter-comté avec Armagh
- Paul Kernan, joueur en inter-comté avec Armagh
- Tony Kernan, joueur en inter-comté avec Armagh
- Francie Bellew, joueur en inter-comté avec Armagh, All Star 2003